# اف‌وی شاهزایب
اف‌وی شاهزایب (به انگلیسی: FV Shahzaib) یک کشتی است.